# Zimowe Staniesłońca (album)
Zimowe Staniesłońca – czwarty album polskiej grupy folkowej Jar wydany jesienią 2012 roku. Na płycie znajduje się trzynaście utworów.

## Lista utworów
1. Pieśń wojów Bolesława
2. Luta żmija
3. Do wojny
4. Do tatarskiej ziemi
5. Hej wojaku wojaku
6. Żywia
7. Kruszwica
8. Dziewczyna się budzi
9. Pożegnanie
10. Oławo Oławo
11. Oro
12. Tam za grodem
13. Pieśń Bojana